# Драматический фильм

Унесённые ветром — эпическая романтическая драма

Драматический фильм — телевизионный и кинематографический жанр о внутренних переживаниях человека.
Драма такого рода обычно квалифицируется дополнительными терминами, которые определяют её конкретный супержанр, макрожанр или микрожанр, такие, как мыльная опера, полицейская драма, политическая драма, юридическая драма, историческая драма, домашняя драма, подростковая драма и комедийная драма. Эти термины, как правило, указывают на конкретную обстановку или предмет, или они квалифицируют в противном случае серьёзный тон драмы с элементами, которые поощряют более широкий спектр настроений. С этой целью основным элементом драмы является возникновение конфликта — эмоционального, социального или иного — и его разрешение в ходе сюжетной линии.

## Виды драмы в кино и на телевидении
Таксономия сценаристов утверждает, что жанры кино в основном основаны на атмосфере, характере и истории фильма, и поэтому понятия «драма» и «комедия» слишком широки, чтобы считаться жанром. Вместо этого таксономия утверждает, что кинодрамы являются «типом» фильма; перечисляя по крайней мере десять различных подтипов кино- и телевизионной драмы.

### Документальная драма
Драматическая адаптация реальных событий. Хотя общие факты не всегда полностью точны, они более или менее верны. Разница между документальной драмой и документальным фильмом заключается в том, что в документальном фильме используются реальные люди для описания истории или текущих событий; в документальной драме используются профессионально подготовленные актёры для роли в текущем событии, которое немного «драматизировано».

### Комедийная драма
Фильм или сериал, сочетающий комедию и драму.

### Гипердрама
Придуманные профессором кино Кеном Дэнсигером, эти истории преувеличивают персонажей и ситуации до такой степени, что становятся баснями, легендами или сказками.
Не следует смешивать гиперболизированную драму и гипертекстовую драму, также называемую термином «гипердрама».

### Лёгкая драма
Беззаботные истории, которые, тем не менее, серьёзны по своей природе.

### Психологическая драма
Драма, рассказывающая о внутренней жизни персонажей и их психологических проблемах.

### Прямая драма
Прямая драма применяется к тем, кто не пытается использовать конкретный подход к драме, а, скорее, рассматривает драму как отсутствие комедийных методов.

## Типовые и жанровые комбинации
Согласно таксономии сценаристов, все описания фильмов должны содержать их тип (комедию или драму) в сочетании с одним (или несколькими) из одиннадцати супержанров. Эта комбинация не создает отдельного жанра, а, скорее, обеспечивает лучшее понимание фильма.
Согласно таксономии, сочетание типа с жанром не создает отдельного жанра. Например, «Драма ужасов» — это просто драматический фильм ужасов (в отличие от комедийного фильма ужасов). «Драма ужасов» — это не жанр, отдельный от жанра ужасов или драматического типа.

### Драматический боевик
Драматические боевики, как правило, интуициональны, а не интеллектуальны, с динамичными сценами боя, обширными сценами погони и душераздирающими трюками. Герой почти всегда остроумный, быстрый на ногах и способный импровизировать умственно и физически. Герой начинает фильм с внутренней проблемы, за которой быстро следует внешняя проблема. К концу истории герой решает обе проблемы.

### Криминальная драма
Криминальные драмы исследуют темы истины, справедливости и свободы и содержат фундаментальную дихотомию «преступник против законника». Криминальные фильмы заставляют зрителей прыгать через серию ментальных «обручей»; нередко криминальная драма использует словесную гимнастику, чтобы держать аудиторию и главного героя в том же духе ног.

### Драматический триллер
В драматическом триллере главный герой часто является невольным героем, неохотно втягивающимся в историю, и должен сражаться с эпическим злодеем, чтобы спасти жизни невинных; герой неизбежно оказывается глубоко вовлечённым в ситуацию с участием безумных преступников с очень тёмным прошлым, которые будут угрожать, дважды пересекать и убивать любого, кто стоит на их пути.
По словам сценариста и ученого Эрика Р. Уильямса:

Даже типичным хорошим парням из других жанров (полиции, детективам и охранникам) нельзя доверять в триллере. Конечно, в триллере есть «хорошие парни», но зрители и герой никогда не узнают, кто они на самом деле, до самого конца. Триллеры исследуют идеи Надежды и Страха, постоянно разрывая героя (а главное: зрителей) между этими двумя крайностями. Нередко зрители «надеются» на то, что герой победит злодея, но при этом «боятся», что этого не произойдет. Часто главный герой должен разгадать главную загадку, скрытую от зрителей и героя, так что трудно понять, что нужно для успешного разгадывания надвигающегося чувства обречённости, нависшего над героем..

### Фэнтезийная драма
По словам Эрика Р. Уильямса, отличительной чертой фэнтезийных драматических фильмов является «чувство удивления, обычно разыгрываемое в визуально интенсивном мире, населённом мифическими существами, магией и/или сверхчеловеческими персонажами». Реквизит и костюмы в этих фильмах часто опровергают чувство мифологии и фольклора — будь то древний, футуристический или потусторонний. Костюмы, а также экзотический мир отражают личную внутреннюю борьбу, с которой сталкивается герой в истории.

### Драма ужасов
Драма ужасов часто затрагивают центральных персонажей, изолированных от остального общества. Эти персонажи часто являются подростками или людьми в возрасте двадцати лет (центральная аудитория жанра) и в конечном итоге погибают в течение фильма. Тематически фильмы ужасов часто служат моральной сказкой, а убийца подаёт насильственное покаяние за прошлые грехи жертв. Метафорически они становятся битвами Добра и Зла или Чистоты и Греха.

### Драма жизни
Фильмы жанра «кусочек жизни» принимают небольшие события в жизни человека и повышают их уровень важности. «Маленькие вещи в жизни» так же важны для главного героя (и зрителей), как и кульминационная битва в боевике или финальная перестрелка в вестерне. Часто главные герои сталкиваются с несколькими, перекрывающимися проблемами в ходе фильма — так же, как и мы в жизни.

### Романтическая драма
Романтические драмы — это фильмы с центральными темами, которые укрепляют наши убеждения о любви (например: такие темы, как «любовь с первого взгляда», «любовь побеждает всё» или «есть кто-то для всех»); история обычно вращается вокруг влюбляющихся персонажей (позднее разлюбливающихся и снова влюбляющихся).

### Научно-фантастическая драма
Научно-фантастический драматический фильм часто представляет собой историю главного героя (и его союзников), сталкивающегося с чем-то «неизвестным», что может изменить будущее человечества; это неизвестное может быть представлено злодеем с непонятными способностями, существом, которое мы не понимаем, или научным сценарием, который угрожает изменить мир; научно-фантастическая история заставляет зрителей рассматривать природу людей, пределы времени или пространства и/или концепции человеческого существования в целом.

### Спортивная драма
Очевидно, что в спортивном супержанре персонажи будут заниматься спортом. Тематически история часто является историей «Нашей команды» против «их команды»; их команда всегда будет пытаться победить, и наша команда покажет миру, что они заслуживают признания или искупления; история не всегда должна включать команду. История также может быть об отдельном спортсмене или история может быть сосредоточена на человеке, играющего в команде.

### Военная драма
Военные фильмы обычно рассказывают историю небольшой группы изолированных людей, которые — один за другим — погибают (буквально или метафорически) внешней силой до тех пор, пока не произойдет окончательная битва до смерти; идея главных героев, столкнувшихся со смертью, является центральным ожиданием в военном фильме. В военном фильме, даже несмотря на то, что враг может превзойти силу героя, мы предполагаем, что враг может быть побеждён, если только герой сможет понять — как.

### Драматический вестерн
Фильмы в супержанре «вестерн» часто происходят на юго-западе Америки или в Мексике, при этом большое количество сцен происходит на открытом воздухе, чтобы мы могли понежиться в живописных пейзажах. Висцеральные ожидания аудитории включают кулачные поединки, перестрелку и сцены погони. Также ожидаются впечатляющие панорамные изображения сельской местности, включая закаты, широкий открытый пейзаж и бесконечные пустыни и небо.

## Неправильно идентифицированные категории
Некоторые категории фильмов, в которых используется слово «комедия» или «драма», не признаются таксономией сценаристов ни как жанр фильма, ни как тип фильма. Например, «Мелодрама» и «круббольная комедия» считаются «путями», в то время как «Романтическая комедия» и «Семейная драма» — макрожанры.

### Семейная драма
Макрожанр в таксономии сценаристов. Эти фильмы рассказывают историю, в которой связаны многие из центральных персонажей. История вращается вокруг того, как семья в целом реагирует на центральную проблему. Существует четыре микрожанра для семейной драмы: семейная связь, семейная вражда, семейная потеря и семейный разлом.

### Мелодрама
Подтип драматических фильмов, в котором используются сюжеты, которые обращаются к повышенным эмоциям зрителей. Мелодраматические сюжеты часто касаются «кризисов человеческих эмоций, неудачной романтики или дружбы, напряжённых семейных ситуаций, трагедии, болезней, неврозов или эмоциональных и физических трудностей». Кинокритики иногда используют термин «ужительно, чтобы обозначить нереалистистичную, наполненную пафосом, лагерную историю романтики или домашних ситуаций со стереотипными персонажами (часто включая центрального женского персонажа), которая непосредственно понравится женской аудитории». Также называют «женскими фильмами», «вики», «слезоточивыми придурками» или «чикфлик». Если они нацелены на мужскую аудиторию, то их называют фильмами «парни-плач». Часто считается драмой «мыльная опера».

### Литургическая драма / Религиозная драма / Христианская драма
Основное внимание уделяется религиозным персонажам, таинственной игре, убеждениям и уважению.

### Криминальная драма / полицейская драма / юридическая драма
Развитие характера на основе тем, связанных с преступниками, правоохранительными органами и правовой системой.

### Историческая драма
Фильмы, посвящённые драматическим событиям в истории.

### Медицинская драма
Основное внимание уделяется врачам, медсёстрам, персоналу больниц и спасающим жертвам скорой помощи и взаимодействию их в повседневной жизни.

### Подростковая драма
Фокусируется на подростках, особенно там, где определенную роль играет средняя школа.